# Prugastoleđi tinamu
Prugastoleđi tinamu (lat. Nothura chacoensis) je vrsta ptice iz roda Nothura iz reda tinamuovki. Živi u grmovitim područjima sjevera središnje Argentine i sjeverozapadnog Paragvaja na nadmorskoj visini do 500 metara. 
Dug je oko 23-25 centimetara. Jako je sličan pjegavom tinamuu. 

## Vanjske poveznice
|  | Wikivrste imaju podatke o taksonu Nothura maculosa chacoensis |